# Salagedang (Sukahaji)
Salagedang is een bestuurslaag in het regentschap Majalengka van de provincie West-Java, Indonesië. Salagedang telt 3746 inwoners (volkstelling 2010).